# Miss USA 2005
Miss USA 2005 è la cinquantaquattresima edizione del concorso di bellezza Miss USA, e si è svolto presso l'Hippodrome Theatre di Baltimora, Maryland l'11 aprile 2005. Vincitrice del concorso alla fine dell'evento è risultata Chelsea Cooley della Carolina del Nord

## Risultati

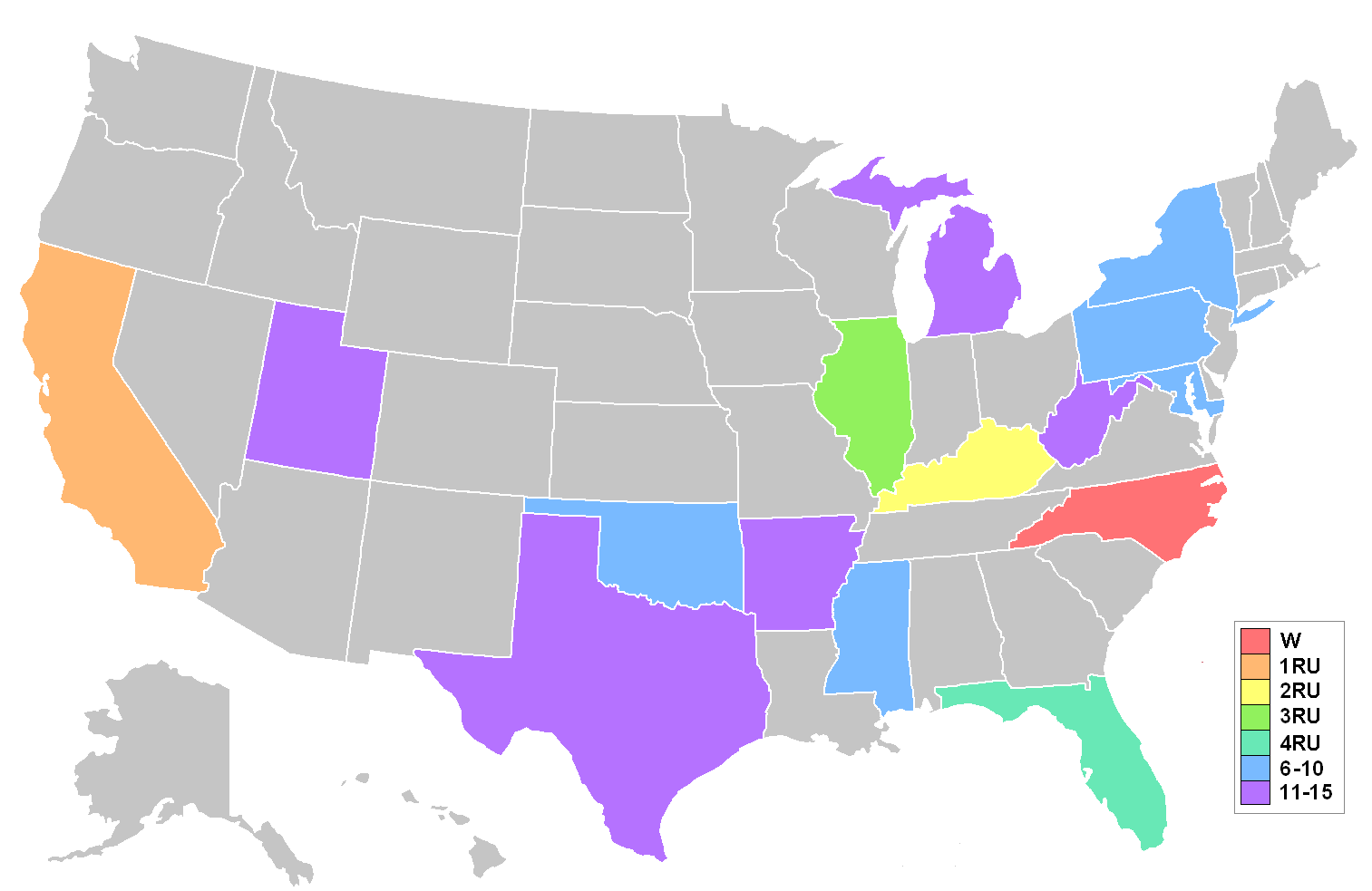
La mappa mostra i piazzamenti per stato.

### Piazzamenti
| Risultato finale | Concorrente |
| ---------------- | --- |
| Miss USA 2005    | - Carolina del Nord - Chelsea Cooley |
| 2ª classificata  | - California - Brittany Hogan |
| 3ª classificata  | - Kentucky - Kristen Johnson |
| 4ª classificata  | - Illinois - Jill Gulseth |
| 5ª classificata  | - Florida - Melissa Witek |
| Top 10           | - Maryland - Marina Harrison - Mississippi - Jennifer Adcock - New York - Meaghan Jarensky - Oklahoma - Laci Scott - Pennsylvania - Brenda Brabham |
| Top 15           | - Arkansas - Jessica Furrer - Michigan - Crystal Hayes - Texas - Tyler Willis - Utah - Marin Poole - Virginia Occidentale - Kristin Morrison       |

### Riconoscimenti speciali
| Riconoscimento    | Concorrente                 |
| ----------------- | --------------------------- |
| Miss Congeniality | - Wisconsin - Melissa Young |
| Miss Photogenic   | - Texas - Tyler Willis      |

## Concorrenti
- Alabama - Jessica Tinney
- Alaska - Aleah Scheick
- Arizona - Mariana Loya
- Arkansas - Jessica Furrer
- California - Brittany Hogan[1]
- Carolina del Nord - Chelsea Cooley
- Carolina del Sud -  Sarah Medley
- Colorado - Lauren Cisneros
- Connecticut - Melissa Mandak
- Dakota del Nord - Chrissa Miller
- Delaware - Sheena Benton
- Distretto di Columbiaa - Sarah-Elizabeth Langford
- Florida - Melissa Witek
- Georgia - Tanisha Brito
- Hawaii - Jennifer Fairbank
- Idaho - Sade Aiyeku
- Illinois - Jill Gulseth
- Indiana - Kaitlyn Christopher
- Iowa - Joy Robinson
- Kansas - Rachel Saunders
- Kentucky - Kristen Johnson
- Louisiana - Candice Stewart
- Maine - Erica Commeau[2]
- Maryland - Marina Harrison
- Massachusetts - Cristina Nardozzi[3]
- Michigan - Crystal Hayes[4]
- Minnesota - Carrie Lee
- Mississippi - Jennifer Adcock
- Missouri - Andrea Ciliberti
- Montana - Amanda Kimmel
- Nebraska - Jana Murrell
- Nevada - Shivonn Geeb
- New Hampshire - Candace Glickman
- New Jersey - Sylvia Pogorzelski
- New York - Meaghan Jarensky
- Nuovo Messico - Jacqueline Deaner
- Ohio - Aisha Berry
- Oklahoma - Laci Scott
- Oregon - Jessica Carlson
- Pennsylvania - Brenda Brabham
- Rhode Island - Allison Paganetti
- Dakota del Sud - Jessica Fjerstad
- Tennessee - Amy Colley[5]
- Texas - Tyler Willis
- Utah - Marin Poole
- Vermont - Amanda Mitteer
- Virginia - Jennifer Pitts[6]
- Virginia Occidentale - Kristin Morrison
- Washington - Amy Crawford[7]
- Wisconsin - Melissa Ann Young[8]
- Wyoming - Abby Norman

## Giudici[9]
- Michael Phelps
- Molly Sims
- Sugar Ray Leonard
- Frederic Fekkai
- Pamela Dennis
- Raj Bhakta
- Ksenia Maksimova
- Brody Hutzler